# Котово (Липецкая область)

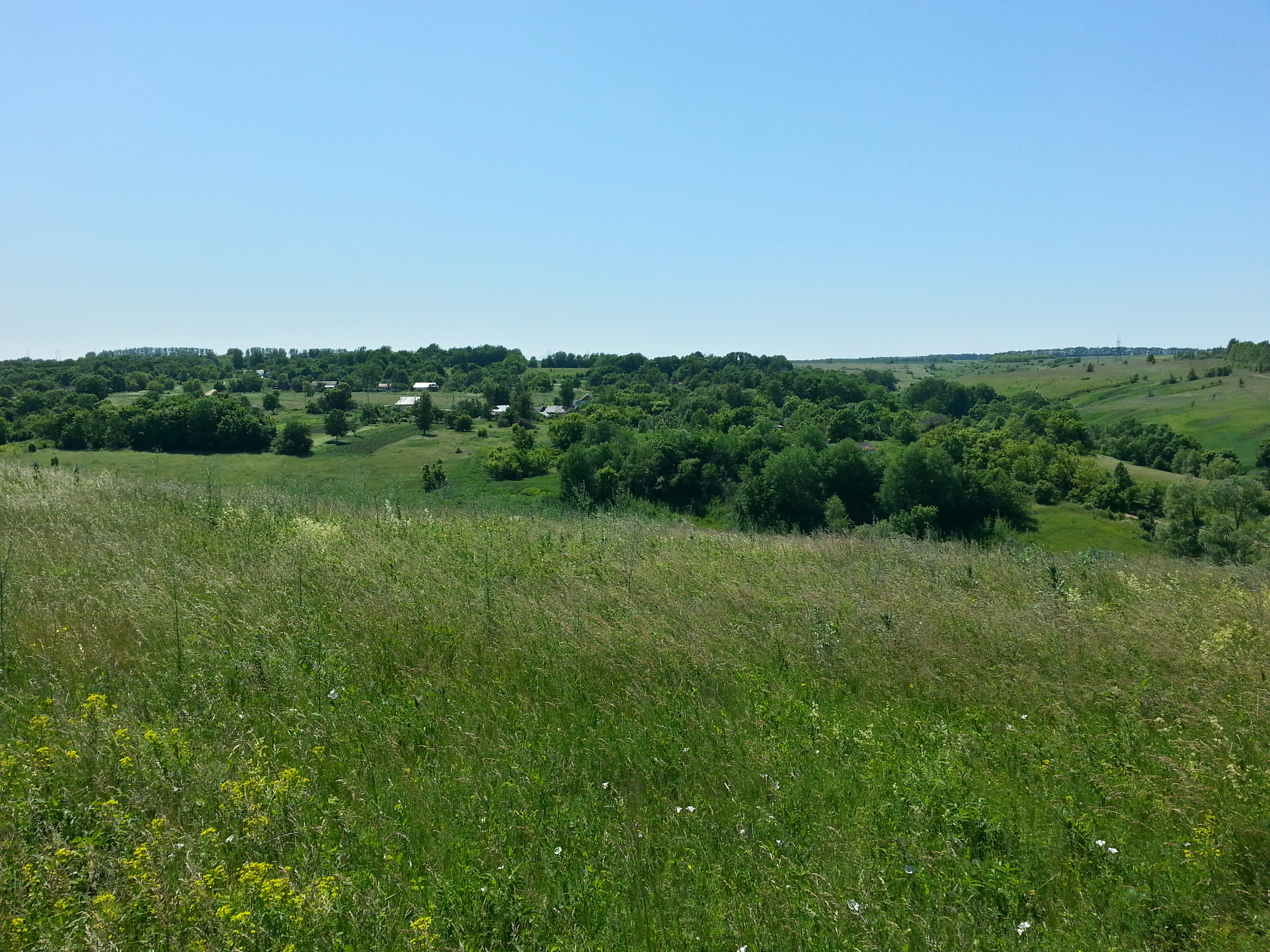

Кото́во — деревня Грызловского сельского поселения Долгоруковского района Липецкой области.

## География
Деревня Котово находится в северной части Долгоруковского района, в 17 км к северу от села Долгоруково. Располагается на левом берегу реки Свишня, при впадении в неё небольшого ручья. С юга к Котово примыкает деревня Хитрово.

## История
Котово возникла не позднее 2-й половины XVIII века. Впервые упоминается в «Экономических примечаниях Елецкого уезда» 1778 года упоминается как «деревня крестьян-однодворцев Катова, 30 дворов, на левой стороне реки Свишни». Название — по фамилии Котов.
В «Списках населённых мест» Орловской губернии 1866 года отмечается как «деревня казённая Котова при реке Свищенке, 23 двора, 285 жителей, две маслобойни, крупорушня».
В 1911 году деревня Котова значится в приходе Богоявленской церкви села Свишни.
В 1932 году в Котово проживает 1222 человека.
До 20-х годов XX века деревня Котово в составе Стегаловской волости Елецкого уезда. В 1928 году вошла в состав Долгоруковского района Елецкого округа Центрально-Чернозёмной области. После разделения ЦЧО в 1934 году Долгоруковский район вошёл в состав Воронежской, в 1935 — Курской, а в 1939 году — Орловской области. С 6 января 1954 года в составе Долгоруковского района Липецкой области.

## Население
| 2010 |
| ---- |
| 30   |

## Транспорт
Котово связана автодорогой с щебеночным покрытием с сёлами Грызлово и Свишни, грунтовой дорогой с деревнями Маховщина и Хитрово. Во время весеннего паводка возможен подъезд со стороны с.Грызлово.

## Известные жители
- Дешин, Андрей Иванович. Герой Советского Союза. В годы Великой Отечественной войны старший телефонист артиллерийского полка, уроженец Котово. В селе Долгоруково именем Героя названа улица.
- Дешин, Иван Семёнович. Герой Советского Союза. В годы Великой Отечественной войны прошёл путь от рядового до командира батареи. Родился в селе Новая Деревня, до войны проживал в Котово.
- Дёшин, Ефим Ефимович. Работал председателем колхоза. В годы Великой Отечественной войны был награжден Медалью "За боевые заслуги" [4]